# Сильвестров, Владислав Семёнович
Владислав Семёнович Сильве́стров (1933—2004) — врач-хирург, деятель здравоохранения, Заслуженный врач Карельской АССР (1976), Заслуженный врач РСФСР (1983).

## Биография
Родился в 1933 г. в г. Ровеньки.
В 1957 г. окончил Ростовский-на-Дону государственный медицинский институт.
В 1957 г. — главный врач участковой больницы Харлу.
В 1960 г. — врач травматологического отделения республиканской больницы Петрозаводска.
С 1967 г. по 1994 г. — заведующий торакальным отделением республиканской больницы г. Петрозаводска.
Почётный член Хирургического общества Н. И. Пирогова. Автор более 50 научно-практических работ, 10 рацпредложений.
В 1969 г. защитил кандидатскую диссертацию по теме оригинальной модификации оперативного вмешательства на пищеводе и получил высшую квалификацию врача-хирурга.
Провел более 5 тысяч операций. Внедрил реконструктивные и пластические операции на пищеводе, расширение гастрэктомии. Много работал по подготовке медицинских кадров Карелии.
Руководил пульмонологическом центром Карелии.
Постановлением Председателя Правительства РК от 25 июня 1998 г. был назначен внештатным советником Председателя Правительства Республики Карелия по вопросам здравоохранения.

## Награды
- Отличник здравоохранения (1968)
- Юбилейная медаль «За доблестный труд в ознаменование 100-летия со дня рождения В. И. Ленина» (1970)
- Орден «Знак Почета» (1971)
- Заслуженный врач Карельской АССР (1976)
- Заслуженный врач РСФСР (1983)

## Семья
Сын — Юрий Владиславович Сильверстов — Заслуженный врач Республики Карелия.